# Konrad Schlüsselburg
Konrad Schlüsselburg (Hessisch Oldendorf, 8 aprile 1543 – Stralsund, 5 ottobre 1619) è stato un teologo tedesco di fede luterana.
Sposo della pronipote di Martin Lutero, predicatore di corte a Gadebusch nel 1582, dal 1597 al 1599 pubblicò a Francofortei 13 volumi del Catalogus haereticorum, che seguiva al''Index haereticorum di Roberto Bellarmino.

## Biografia
Completata le scuole di Paderborn e Braunschweig, nel 1565 studiò all'Wittemberg, poco prima dell'esame per diventare magister fu espulso dall'università per gli attacchi condotti contro Caspar Peucer, Caspar Cruciger e Christoph Pezel, seguaci di Melantone.
Nel 1569 conseguì lo stesso titolo accademico di magister all'Università di Jena. Accompagnò poi Johannes Wigand a Königsberg, dove ricevette l'incarico di pastore nel 1574 e sposò Anna Dresser, cognata di Wigand e pronipote di Martin Lutero.
A motivo delle polemiche rivolte contro il vescovo di Samland Tilemann Hesshus, nel 1579 fu deposto e lasciò Königsberg. Nel 1579 tenne lezioni all'Università di Rostock, corsi di formazione per pastori ad Anversa nel 1581, fu predicatore di corte a Gadebusch nel 1582 e predicò nella chiesa di Santa Maria a Wismar nel 1583. Tre anni dopo, grazie all'intervento dell'amico David Chyträus, l'Università di Wittenberg ritirò la condanna che era stata pronunciata nel 1568. Nel 1590 Schlüsselburg divenne sovrintendente del monastero di Ratzeburg e nel 1594 pastore anziano di Stralsund. Conseguì il dottorato presso la Facoltà Teologica dell'Università di Jena.
A Stralsund rimase un teologo controverso che intervenne nella disputa tra questa città e i duchi di Pomerania. Nel 1612 tenne una conferenza sulla vita di Lutero, che contribuì alla creazione di leggende sul suo conto. Mantenne stretti rapporti di amicizia con il bibliofilo Ludolf von Münchhausen e la sua famiglia.

## Opere
- Warhafftige erschreckliche newe Zeittung gesicht und geschicht. So sich ausserhalb und in der Stat Straalsund, dieses itztlaufenden 1597.Jars zugetragen und begeben, alß das es zu unterschiedlichen malen und örten Blut und Schweffel geregnet, auch Feuer vom Himmel auf Sanct Marien Kirchen daselbst gefallen. Rostock 1597. (copia digitalizzata nella Biblioteca Digitale di Mecklenburg-Vorpommern)
- Catalogus Haereticorum